# Łamiąc wszystkie zasady
Łamiąc wszystkie zasady – amerykańska komedia romantyczna z 2004 roku.

## Główne role
- Jamie Foxx – Quincy Watson
- Gabrielle Union – Nicky Callas
- Morris Chestnut – Evan Fields
- Peter MacNicol – Philip Gascon
- Jennifer Esposito – Rita Monroe
- Bianca Lawson – Helen Sharp
- Jill Ritchie – Amy
- Samantha Nagel – Sandra
- Danny Comden – Sam

## Fabuła
Quincy Watson jest początkującym pisarzem. Właśnie został porzucony przez swoją dziewczynę Helen. Oburzony tym faktem pisze poradnik o zrywaniu z partnerem. Staje się bestsellerem, a Quincy zaczyna udzielać rad swojemu kuzynowi Evanowi. Mimo trzymania się tych rad, życie Evana komplikuje się coraz bardziej. Myśląc, że jego dziewczyna Nicky chce go rzucić, wysyła Quincy’ego, by powiedział jaki on jest wspaniały. Watson zakochuje się w niej, a to komplikuje sprawę jeszcze bardziej.